# Escuque (município)
Escuque é um município da Venezuela localizado no estado de Trujillo.
A capital do município é a cidade de Escuque.